# 葉樹姍
葉樹姍（1959年4月7日—），台灣的資深媒體工作者。國立臺灣大學外國語文學系、新聞研究所畢業。曾任大愛電視的當家主播，及在播報及主持節目之餘，葉樹姍也參與宗教及慈善活動。小號演奏家葉樹涵為其胞兄，創作歌手葉樹茵為其堂妹。2010年12月25日接任臺中市縣合併後第一任臺中市政府文化局局長，2014年12月25日卸任。
2016年5月10日，大愛電視總監湯健明接任慈濟傳播人文志業基金會永續發展委員會主任委員，慈濟傳播人文志業基金會副執行長葉樹姍兼任大愛電視總監。

## 經歷
- 中廣新聞部記者、主持人
- 台視新聞部記者、主播、製作人
- 中視主持人
- 超視新聞部主播、製作人、經理
- 台北之音主持人、製作人、新聞總監
- 中天新聞台主播、主持人、製作人
- 年代新聞台主播、年代網際事業執行董事
- 人間衛視主持人
- 大愛電視主播、主持人、新聞部製作人、新聞部經理、新聞部總監
- 淡江大學及銘傳大學講師

## 民間慈善事業投入
- 慈濟功德會委員及榮譽董事
- 法鼓山基金會榮譽董事
- 中華社會福利聯合勸募協會公關勸募員
- 彭婉如基金會董事
- 朱銘文教基金會董事
- 美麗人生文教基金會董事
- 洪鈞培文教基金會董事
- 慈濟傳播人文志業基金會副執行長兼大愛電視台總監

## 曾擔任播報及主持節目
電視節目
| 時間                           | 頻道               | 節目                             | 備註                                 |
| ？～1992年10月4日              | 台灣電視公司       | 《早安您好台視新聞》             | 先後與顧安生、眭澔平搭檔，兼任製作人 |
| 1992年10月10日                 | 台灣電視公司       | 《台視新聞30年》                 | 與李四端搭檔                         |
|                                | 台灣電視公司       | 《力爭上》                       |                                      |
|                                | 中國電視公司       | 《飛越姍海關》                   | 廣電基金節目，與趙樹海搭檔           |
|                                | 中國電視公司       | 《不一樣的聲音：與聖嚴法師對談》 | 主持人，由聖嚴法師主講               |
| 1996年11月1日至1998年3月13日   | 超級電視台         | 《超視六點新聞》                 | 兼任製作人                           |
|                                | 超級電視台         | 《超級新聞通》                   | 固定客串影片出題者                   |
|                                | 傳訊電視中天新聞台 | 《中天全球新聞》                 |                                      |
|                                | 年代新聞台         | 《年代晚間新聞》                 | 與蘇逸洪搭檔                         |
|                                | 人間衛視           | 《MVP青春記事簿》                |                                      |
|                                | 中天資訊台         | 《我的野蠻姐妹》                 |                                      |
|                                | 中天資訊台         | 《台灣影響一百》                 |                                      |
|                                | 大愛電視           | 《回首當年》                     |                                      |
|                                | 大愛電視           | 《左鄰右舍一家親》                 |                                      |
|                                | 大愛電視           | 《英文靜思語》                   |                                      |
|                                | 大愛電視           | 《Tzu-chi This Week》            |                                      |
|                                | 大愛電視           | 《大愛全記錄》                   |                                      |
| 2004年12月27日－2010年12月22日 | 大愛電視           | 《大愛全球新聞》                 |                                      |
|                                | 大愛電視           | 《世說心語》                     |                                      |

廣播節目
| 時間             | 頻道       | 節目                    | 備註                 |
|                  | 中廣新聞網 | 《人物專訪》            |                      |
|                  | 中廣新聞網 | 《書香社會》            |                      |
|                  | 中廣新聞網 | 《科技與我》            |                      |
|                  | 中廣流行網 | 《中廣新聞通》          |                      |
| 2018年1月6日     | 中廣流行網 | 《用心深呼吸》          | 與謝佳勳、林嘉俐搭檔 |
|                  | 台北之音   | 《台北塞車族》          |                      |
| 1999年5月1日～？ | 台北之音   | 《媒體觀察Media Watch》 |                      |

## 獲獎與提名
| 年份   | 獲提名                                    | 獎項                                   | 結果 |
| ------ | ----------------------------------------- | -------------------------------------- | ---- |
| 1985年 | 《二至六現場－送氧氣到煤山》—中國廣播公司 | 第20屆金鐘獎最佳廣播新聞節目主持人     | 獲獎 |
| 1991年 | 《早安您好台視新聞》—臺灣電視公司         | 第26屆金鐘獎最佳電視教育文化節目主持人 | 獲獎 |
| 1993年 | 《力爭上游》—臺灣電視公司                   | 第28屆金鐘獎最佳電視教育文化節目主持人 | 獲獎 |
| 1994年 |                                           | 中華民國十大傑出女青年                 | 獲獎 |
| 2000年 | 《中天全球新聞》—傳訊電視中天新聞台       | 第35屆金鐘獎電視新聞主播獎             | 提名 |
| 2001年 |                                           | 第36屆金鐘獎廣播新聞主持人獎           | 提名 |
| 2003年 | 《MVP青春記事簿》—人間衛視                | 第38屆金鐘獎電視教育文化主持人         | 提名 |

## 著作
| 年份       | 書名                                  | 出版社   | ISBN            |
| ---------- | ------------------------------------- | -------- | --------------- |
| 1996年初版 | 《觀念麥克風：葉樹姍VS.二十五位名人》 | 皇冠文化 | ISBN 9573313030 |

## 外部連結
- 葉樹姍的Facebook專頁

| 政府职务                        | 政府职务                                           | 政府职务      |
| ------------------------------- | -------------------------------------------------- | ------------- |
| 前任： 改制前 黃國榮 （臺中市） | 臺中市政府文化局局長 2010年12月25日—2014年12月25日 | 繼任： 王志誠 |